# Hilfsverein
Ein Hilfsverein (früher auch Hülfsverein geschrieben) ist eine Vereinigung von Menschen, die Not und Elend anderer Menschen lindern wollen. Die Spannbreite der Hilfsvereine reicht dabei von klassischen Hilfsorganisationen wie dem Deutschen Roten Kreuz über konfessionelle Hilfsvereine wie etwa der Christoffel-Blindenmission und über projektgetriebene wie Helfen ohne Grenzen oder Grünhelme bis hin zu lokalen Einrichtungen wie Frauenhäusern und Kleiderkammern.

## Beispiele
- @fire Internationaler Katastrophenschutz Deutschland (@fire)
- Arbeiter-Samariter-Bund (ASB)
- Christoffel-Blindenmission (CBM)
- Deutsche Gesellschaft zur Rettung Schiffbrüchiger (DGzRS)
- Deutsche Lebens-Rettungs-Gesellschaft (DLRG)
- Deutsches Rotes Kreuz (DRK) und Bayerisches Rotes Kreuz (BRK)
- Helfen ohne Grenzen (HOG)
- Johanniter Unfallhilfe (JUH)
- Jugend Eine Welt
- Malteser Hilfsdienst (MHD)
- Pio Monte della Misericordia, Neapel
- Schüler Helfen Leben (SHL)
- Hilfsverein ELIKIA-KONGO e. V.[1]
- Hilfsvereine für Geisteskranke[2]
- Verein für Sanitätsdienste (VFSD) e. V.